# Funzione di Dirichlet
La funzione di Dirichlet è una funzione di variabile reale, che assume due soli valori, diversi a seconda che la variabile indipendente sia razionale o irrazionale. Questa funzione fu introdotta da Peter Dirichlet come esempio di funzione molto lontana dalle tradizionali funzioni note fino ad allora nell'analisi matematica.

## Definizione
La funzione di Dirichlet è definita nel modo seguente:
{\displaystyle \chi (x)={\begin{cases}1,&x\in \mathbb {Q} ,\\0,&x\in \mathbb {R} \setminus \mathbb {Q} .\end{cases}}}
È la funzione indicatrice dell'insieme dei razionali {\displaystyle \mathbb {Q} }.
Viene talora chiamata funzione di Dirichlet la funzione definita a valori invertiti:
{\displaystyle \chi (x)={\begin{cases}0,&x\in \mathbb {Q} ,\\1,&x\in \mathbb {R} \setminus \mathbb {Q} .\end{cases}}}
Nel seguito quest'ultima funzione sarà indicata come {\displaystyle 1-\chi }.

## Continuità e integrabilità
La funzione di Dirichlet è una funzione che non è continua in nessun punto del dominioː poiché sia {\displaystyle \mathbb {Q} } sia l'insieme dei numeri irrazionali sono densi in {\displaystyle \mathbb {R} }, ogni intorno di qualsiasi punto contiene sempre almeno un numero razionale e un numero irrazionale (in effetti infiniti punti per entrambe le categorie), e quindi due punti in cui la funzione assume valore 0 e 1.
La funzione è non integrabile secondo Riemann ma integrabile secondo Lebesgue. Poiché la funzione assume quasi ovunque valore 0 (essendo l'insieme dei numeri razionali un insieme di misura nulla poiché l'insieme dei numeri razionali è numerabile, mentre gli irrazionali non lo sono) il risultato dell'operazione di integrazione su qualunque intervallo {\displaystyle [a,b]} è 0. Per analoghe ragioni, l'integrale della funzione {\displaystyle 1-\chi } sull'intervallo {\displaystyle [a,b]} vale {\displaystyle b-a}.

## Altre proprietà
Il grafico della funzione apparirebbe come due rette orizzontali, di ordinata 0 e 1, "sbiadite", ovvero fatte di tanti punti infinitamente vicini e "buchi" puntiformi infinitamente vicini.
La funzione di Dirichlet è approssimabile mediante funzioni continue secondo la formula seguente:
{\displaystyle \chi (x)=\lim _{n\rightarrow \infty }\left(\lim _{m\rightarrow \infty }\cos \left(\pi n!x\right)^{2m}\right).}
La funzione {\displaystyle 1-\chi } presenta inoltre un minimo relativo e assoluto improprio per ogni {\displaystyle x} razionale, ed un massimo relativo e assoluto improprio per ogni {\displaystyle x} irrazionale.
Inoltre, la funzione è periodica, ma non ammette periodo minimo.

## Funzione di Dirichlet modificata
Nel 1854 Bernhard Riemann descrisse una variante (detta anche funzione di Thomae) della funzione di Dirichlet, che pur essendo discontinua su ogni intervallo della retta reale, è integrabile secondo Riemann. Una possibile definizione di questa funzione è:
{\displaystyle \mathrm {X} (x)={\begin{cases}{\frac {1}{q}},&x={\frac {p}{q}},{\mbox{con }}{\frac {p}{q}}{\mbox{ ridotta ai minimi termini}},\\0,&x\in \mathbb {R} \setminus \mathbb {Q} .\end{cases}}}
Questa funzione è integrabile secondo Riemann perché dato un qualunque valore positivo {\displaystyle \varepsilon }, la funzione supera {\displaystyle \varepsilon } solamente in un numero finito di punti; le somme integrali che approssimano il valore dell'integrale tendono quindi a zero. Inoltre, la funzione è anche continua in ogni valore irrazionale di {\displaystyle x}: preso infatti un numero irrazionale {\displaystyle x_{0}} e fissato un valore positivo {\displaystyle \varepsilon }, esiste sempre un intorno di {\displaystyle x_{0}} in cui {\displaystyle \mathrm {X} (x_{0})<\varepsilon }; segue quindi che:
{\displaystyle \lim _{x\rightarrow x_{0}}\mathrm {X} (x)=0.}